# 巴特莫诺什托尔

巴特莫诺什托尔，是匈牙利南部巴奇-基什孔州所辖的一个村，总面积37.95平方公里，总人口1703，人口密度44.87人/平方公里（2005年）。地理坐标为46.100°N 18.933°E。